# Гурштейн Арон Шефтелевич
Арон Шефтелевич Гурштейн (їд. אהרון גורשטיין‎; 20 вересня (2 жовтня) 1895 року, Кролевець — 2 жовтня 1941 року) — радянський літературний критик, письменник та журналіст. Автор творів на їдиш.
Член Спілки письменників СРСР (1934 рік). Учасник Другої світової війни, загинув у битві під Москвою.

## Спадок
Арон Гурштейн підготував більше ніж 150 статей та досліджень. Часть написанных Гурштейном на русском языке работ вошла в посмертный сборник

### Вибрана бібліографія
- «Питання марксистського літературознавства»1931
- «Проблеми соціалістичного реалізму»
- «Вибранні статті» (1959 рік).